# Hoplocorypha rapax
Hoplocorypha rapax är en bönsyrseart som beskrevs av Henri Saussure 1881. Hoplocorypha rapax ingår i släktet Hoplocorypha och familjen Thespidae. Inga underarter finns listade i Catalogue of Life.